# Lemus Christopher
Lemus Christopher (* 27. Mai 1995) ist ein Fußballtorwart aus St. Vincent und die Grenadinen.
Er spielt seit 2015 beim Verein Hope International Sion Hill. Am 8. März 2015 debütierte er in der Nationalmannschaft von St. Vincent und den Grenadinen. Er bestritt bislang acht Länderspiele.